# O Smach
O Smach (también conocida como O'Smach o Ou Smach, en camboyano: អូរស្មាច់) es una pequeña ciudad de Camboya ubicada en la frontera con Tailandia, en el distrito de Samraong de la provincia de Oddar Mean Chey, de gran importancia en las importaciones y exportaciones con el vecino país. Hasta 1999, hubo algunas batallas intermitentes y el área no era completamente segura, ya que la organización guerrillera conocida como los Jemeres rojos aún controlaban parte de esas tierras. En 2003 fue inaugurada una vía de acceso fronteriza entre O Smach y la localidad de Chong Chom en la provincia de Surin, en Tailandia. Desde entonces han funcionado una serie de casinos en el área, permitiendo a los tailandeses apostar en Camboya sin necesidad de pasar por la inmigración camboyana. Las apuestas son ilegales en Tailandia y en Camboya son legales solamente para personas con pasaportes extranjeros, por lo tanto esta práctica se ha vuelto atractiva para los ciudadanos tailandeses. O Smach está localizada al final de la Ruta 68, la cual se convierte en la vía nacional n.º 6 en Kravanh, en la provincia de Siem Reap.

## Actividades fronterizas

Bandera oficial de los Jemeres Rojos, guerrilla que controlaba la frontera entre O Smach y Tailandia

La mayor parte de la frontera norte con Tailandia está formada por el escarpe de las montañas Dangrek. Existe un paso natural entre O Smach y la ciudad tailandesa de Chong Chom. Este lugar ha sido utilizado desde épocas ancestrales como paso entre la parte baja de Camboya y la meseta Khorat. Entre el comienzo de la guerra civil de Camboya y la rendición de los últimos miembros de los jemeres rojos que se habían refugiado en Anlong Veng, esta guerrilla controló el área, generando inconvenientes debido al intercambio ilegal de madera entre Camboya y Tailandia. Luego de la rendición final de la guerrilla en 1999, la región nuevamente se volvió segura para los turistas y los habitantes, concluyendo en la inauguración de un cruce fronterizo entre las dos naciones en el año 2003. El cruce sufrió algunos cierres entre 2008 y 2011 durante las tensiones causadas por la disputa del templo Preah Vihear entre ambos países. La mayoría de turistas que visitan la provincia de Siem Reap cruzan la frontera hacia Poipet, la cual se ha convertido en un área atractiva para los apostadores debido al fácil acceso a la misma desde la capital Bangkok.
O Smach obtiene beneficios del comercio internacional. El principal producto de exportación de Camboya a través de O Smach es la yuca o mandioca. También hay un gran mercado para las bicicletas de segunda mano, las cuales son importadas a Camboya desde tierras japonesas, siendo llevadas a O Smach y vendidas en la frontera a los tailandeses en los mercados de Chong Chom. Las importaciones primarias de O Smach son generalmente equipos de granja de segunda mano como tractores y camiones. Los materiales de construcción y productos derivados del petróleo también son importados a Camboya a través de O Smach.

## Desarrollo
En 2015 se empezó a implementar una ruta de bus entre Siem Reap y O Smach. El trayecto, de aproximadamente dos horas y media de duración, tiene un costo promedio de 12 dólares y es utilizado especialmente por camboyanos que se dirigen por una mejor atención médica al poblado de Surin, donde el dialecto jemer es comúnmente hablado. Luego de pagar 10.000 rieles camboyanos (dos dólares y medio aproximadamente) en trámites fronterizos, atraviesan la frontera a pie y toman un minivan tailandés que los lleva hacia la etapa final del viaje, un tramo de 45 minutos entre O Smach y Surin por 80 bahts tailandeses adicionales (cincuenta centavos de dólar). También en el 2015, en un encuentro de negocios llevado a cabo en Siem Reap, empresarios tailandeses y camboyanos decidieron invertir en un servicio de buses con algunas facilidades como aire acondicionado entre Siem Reap y O Smach. El servicio fue programado para ponerse en marcha antes del inicio de la exhibición de elefantes de Surin, con el fin de darle facilidad de acceso a los ciudadanos de Camboya interesados en participar de esta festividad anual.